# Tortella fristedtii
Tortella fristedtii är en bladmossart som beskrevs av Brotherus 1902. Tortella fristedtii ingår i släktet kalkmossor, och familjen Pottiaceae. Inga underarter finns listade i Catalogue of Life.